# DLA Piper
DLA Piper è un'azienda multinazionale di servizi legali presente con 80 uffici in oltre 40 paesi in America, Asia, Africa, Europa e Oceania. Nel 2014 con ricavi per 2,48 miliardi di dollari statunitensi e nel 2022 con un fatturato di 3,68 miliardi di dollari statunitensi, è la terza più grande impresa legale negli Stati Uniti per fatturato.
DLA Piper nacque a gennaio 2005 dalla fusione di tre imprese legali: la statunitense Gray Cary Ware & Freidenrich LLP di San Diego, Piper Rudnick LLP di Baltimora e la britannica DLA LLP. 
È composta da due partnership: la britannica DLA Piper International LLP e la statunitense DLA Piper US LLP, che condividono un singolo consiglio di amministrazione e sono strutturati come un'associazione.